# Loris Benito
Loris Benito Souto (Aarau, 7 gennaio 1992) è un calciatore svizzero, difensore dello Young Boys.

## Biografia

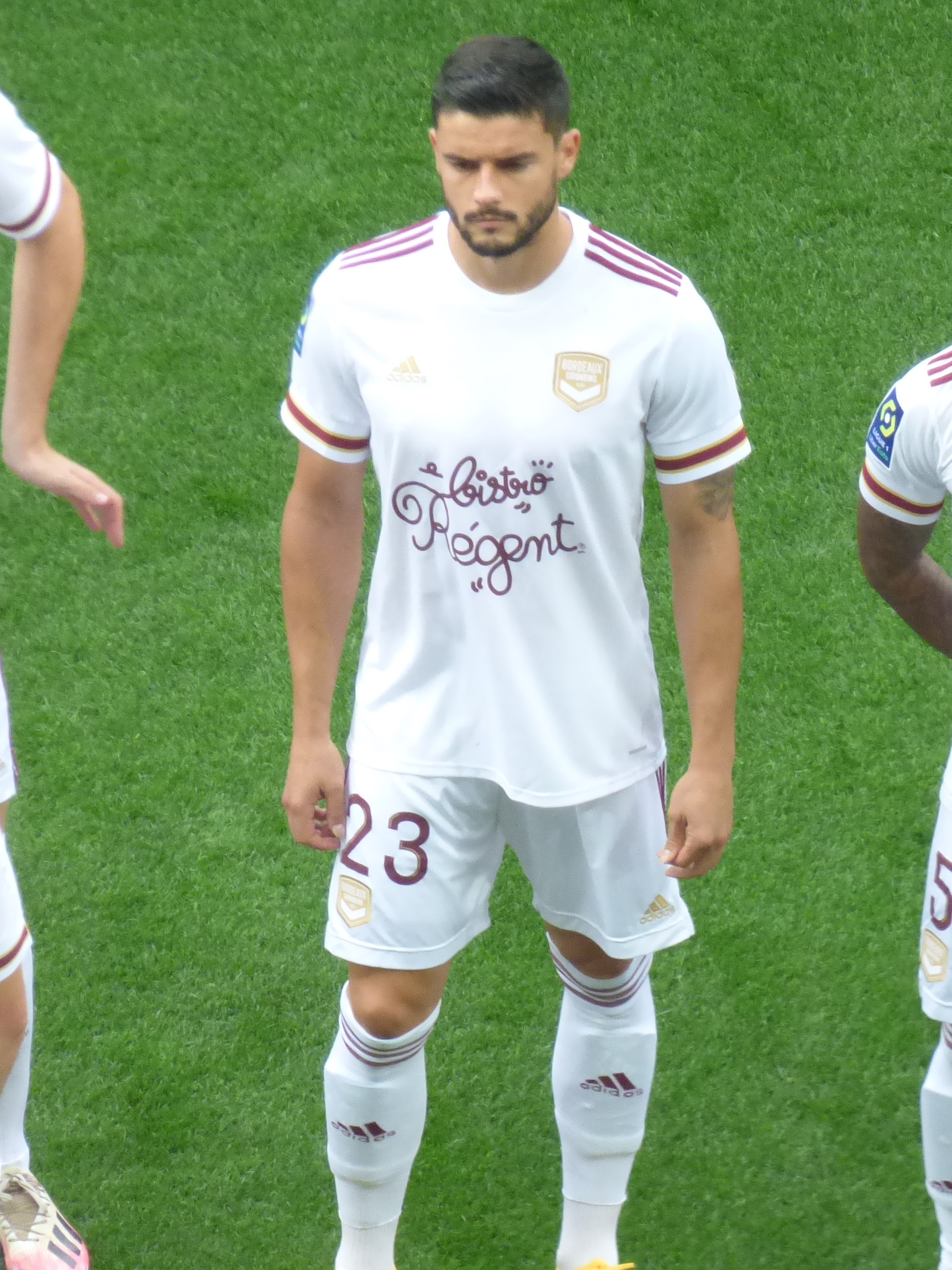
Loris Benito prima di una partita tra Girondins Bordeaux e RC Lens

Nato in Svizzera da genitori spagnoli (il padre è asturiano e la madre galiziana), Benito possiede la doppia cittadinanza svizzera e spagnola. È nipote dell'ex calciatore Ivan Benito.

## Carriera

### Club
Loris Benito ha iniziato la sua carriera con l'FC Aarau nella Challenge League. Dopo essere riuscito a convincere con buone prestazioni lì, ha suscitato l'interesse della prima divisione. Passò così all'FC Zurigo. Inoltre è diventato subito un habitué della Super League e ha vinto la Coppa Svizzera nel 2014. Questo è stato seguito da un trasferimento all'estero ai campioni portoghesi del Benfica Lisbona. Non è riuscito ad affermarsi in questo club, ma ha vinto sia il campionato portoghese che la Taça da Liga nel 2015. Poi è tornato in Svizzera per giocare per lo Young Boys. A Berna giocò di nuovo regolarmente e divenne anche campione svizzero di calcio per la prima volta nella sua vita.
Grazie alle sue buone prestazioni, è diventato un giocatore internazionale e ha suscitato nuovamente l'interesse dell'estero. Questo è stato seguito da un passaggio ai Girondins de Bordeaux in Ligue 1. In Francia, è stato un giocatore regolare per due stagioni fino al 2021. Dopo di che, però, il suo contratto è stato sorprendentemente rescisso.
Dopo essere stato senza club dall'estate 2021, Benito ha firmato un contratto con l'FC Sion il 31 gennaio 2022, valido fino all'estate 2023.
Il 4 luglio 2022 viene ingaggiato dallo Young Boys.

### Nazionale
Ha giocato nelle nazionali giovanili svizzere e nella nazionale maggiore svizzera.

## Statistiche

### Cronologia presenze e reti in nazionale
| Cronologia completa delle presenze e delle reti in nazionale ― Svizzera | Cronologia completa delle presenze e delle reti in nazionale ― Svizzera | Cronologia completa delle presenze e delle reti in nazionale ― Svizzera | Cronologia completa delle presenze e delle reti in nazionale ― Svizzera | Cronologia completa delle presenze e delle reti in nazionale ― Svizzera | Cronologia completa delle presenze e delle reti in nazionale ― Svizzera | Cronologia completa delle presenze e delle reti in nazionale ― Svizzera | Cronologia completa delle presenze e delle reti in nazionale ― Svizzera |
| Data                                                                    | Città                                                                   | In casa                                                                 | Risultato                                                               | Ospiti                                                                  | Competizione                                                            | Reti                                                                    | Note                                                                    |
| ----------------------------------------------------------------------- | ----------------------------------------------------------------------- | ----------------------------------------------------------------------- | ----------------------------------------------------------------------- | ----------------------------------------------------------------------- | ----------------------------------------------------------------------- | ----------------------------------------------------------------------- | ----------------------------------------------------------------------- |
| 14-11-2018                                                              | Lugano                                                                  | Svizzera                                                                | 0 – 1                                                                   | Qatar                                                                   | Amichevole                                                              | -                                                                       |                                                                         |
| 18-11-2018                                                              | Lucerna                                                                 | Svizzera                                                                | 5 – 2                                                                   | Belgio                                                                  | UEFA Nations League 2018-2019 - 1º turno                                | -                                                                       | 87’                                                                     |
| 26-3-2019                                                               | Basilea                                                                 | Svizzera                                                                | 3 – 3                                                                   | Danimarca                                                               | Qual. Euro 2020                                                         | -                                                                       | 46’                                                                     |
| 8-9-2019                                                                | Sion                                                                    | Svizzera                                                                | 4 – 0                                                                   | Gibilterra                                                              | Qual. Euro 2020                                                         | -                                                                       | 63’                                                                     |
| 18-11-2019                                                              | Gibilterra                                                              | Gibilterra                                                              | 1 – 6                                                                   | Svizzera                                                                | Qual. Euro 2020                                                         | 1                                                                       |                                                                         |
| 6-9-2020                                                                | Basilea                                                                 | Svizzera                                                                | 1 – 1                                                                   | Germania                                                                | UEFA Nations League 2020-2021 - 1º turno                                | -                                                                       |                                                                         |
| 7-10-2020                                                               | San Gallo                                                               | Svizzera                                                                | 1 – 2                                                                   | Croazia                                                                 | Amichevole                                                              | -                                                                       | 76’                                                                     |
| 10-10-2020                                                              | Madrid                                                                  | Spagna                                                                  | 1 – 0                                                                   | Svizzera                                                                | UEFA Nations League 2020-2021 - 1º turno                                | -                                                                       | 81’                                                                     |
| 13-10-2020                                                              | Colonia                                                                 | Germania                                                                | 3 – 3                                                                   | Svizzera                                                                | UEFA Nations League 2020-2021 - 1º turno                                | -                                                                       | 85’                                                                     |
| 11-11-2020                                                              | Lovanio                                                                 | Belgio                                                                  | 2 – 1                                                                   | Svizzera                                                                | Amichevole                                                              | -                                                                       | 75’                                                                     |
| 31-3-2021                                                               | San Gallo                                                               | Svizzera                                                                | 3 – 2                                                                   | Finlandia                                                               | Amichevole                                                              | -                                                                       |                                                                         |
| 30-5-2021                                                               | San Gallo                                                               | Svizzera                                                                | 2 – 1                                                                   | Stati Uniti                                                             | Amichevole                                                              | -                                                                       | 46’                                                                     |
| 20-6-2021                                                               | Baku                                                                    | Svizzera                                                                | 3 – 1                                                                   | Turchia                                                                 | Euro 2020 - 1º turno                                                    | -                                                                       | 85’                                                                     |
| Totale                                                                  |                                                                         | Presenze                                                                | 13                                                                      |                                                                         | Reti                                                                    | 1                                                                       |                                                                         |

## Palmarès

### Club

#### Competizioni nazionali
- Coppa Svizzera: 2

Zurigo: 2013-2014
Young Boys: 2022-2023
- Supercoppa di Portogallo: 1

Benfica: 2014
- Campionato portoghese: 1

Benfica: 2014-2015
- Coppa di Lega portoghese: 1

Benfica: 2014-2015
- Campionato svizzero: 4

Young Boys: 2017-2018, 2018-2019, 2022-2023, 2023-2024